# Exocoel (corail)
L’exocoel est le nom donné chez les coraux à l'espace séparant deux paires de mésentères identiques dans la cavité gastro-vasculaire du corps du polype.

## Positionnement des muscles par rapport à la cavité

Coupe transversale du corps d'un polype faisant apparaitre son système digestif.

Il n'existe aucun muscle rétracteur dans les exocoels sauf dans ceux bordant des mésentères directifs.